# Segunda División
Campeonato Nacional de Liga de Segunda División (tiếng Tây Ban Nha: [kampeoˈnato naθjoˈnal de ˈliɣa ðe seˈɣunda ðiβiˈsjon], Giải vô địch giải hạng Nhì quốc gia), thường được gọi là Segunda División, La Liga 2, và được gọi chính thức là LaLiga HyperMotion vì lý do tài trợ, là giải bóng đá chuyên nghiệp nam thứ hai của hệ thống giải bóng đá Tây Ban Nha. Được quản lý bởi Liga Nacional de Fútbol Profesional, giải đấu có sự tham gia của 22 đội, với hai đội đứng đầu cùng đội chiến thắng trong trận play-off được thăng hạng lên La Liga và được thay thế bằng ba đội xếp hạng thấp nhất của La Liga. Bốn câu lạc bộ xếp hạng từ 19 đến 22 của Segunda División sẽ bị xuống hạng Primera Federación.

## Lịch sử
Giải vô địch này được tạo ra vào năm 1929 bởi Liên đoàn bóng đá Hoàng gia Tây Ban Nha. Các giải đấu tổ chức trên quy mô quốc gia, với một bảng duy nhất, ngoại trừ một giai đoạn từ 1949 đến 1968, trong đó nó được khu vực hóa thành hai nhóm Bắc và Nam. Từ năm 1984, nó đã được Liga de Fútbol Profesional tổ chức.
Từ năm 2006, Liga de Fútbol Profesional đã có hợp đồng tài trợ mười năm với tập đoàn ngân hàng BBVA. Ban đầu được đổi tên thành Liga BBVA, Segunda División được đổi tên thành Liga Adelante hai năm sau đó, sau khi tài trợ BBVA được mở rộng thành Primera División, nhận được tên Liga BBVA. Một nhóm ngân hàng khác, Banco Santander, đã tiếp quản sự tài trợ của cả hai bộ phận vào năm 2016, khi đó Segunda División được đổi tên thành La Liga 1 | 2 | 3, trước khi được đổi tên thành LaLiga Smartbank cho mùa giải 2019-2020.
Kể từ mùa giải 2010-11, một trận play-off đã được chơi giữa các đội kết thúc thứ 3 đến thứ 6 (các đội dự bị không đủ điều kiện để thăng hạng).